# Väinämöinens avfärd

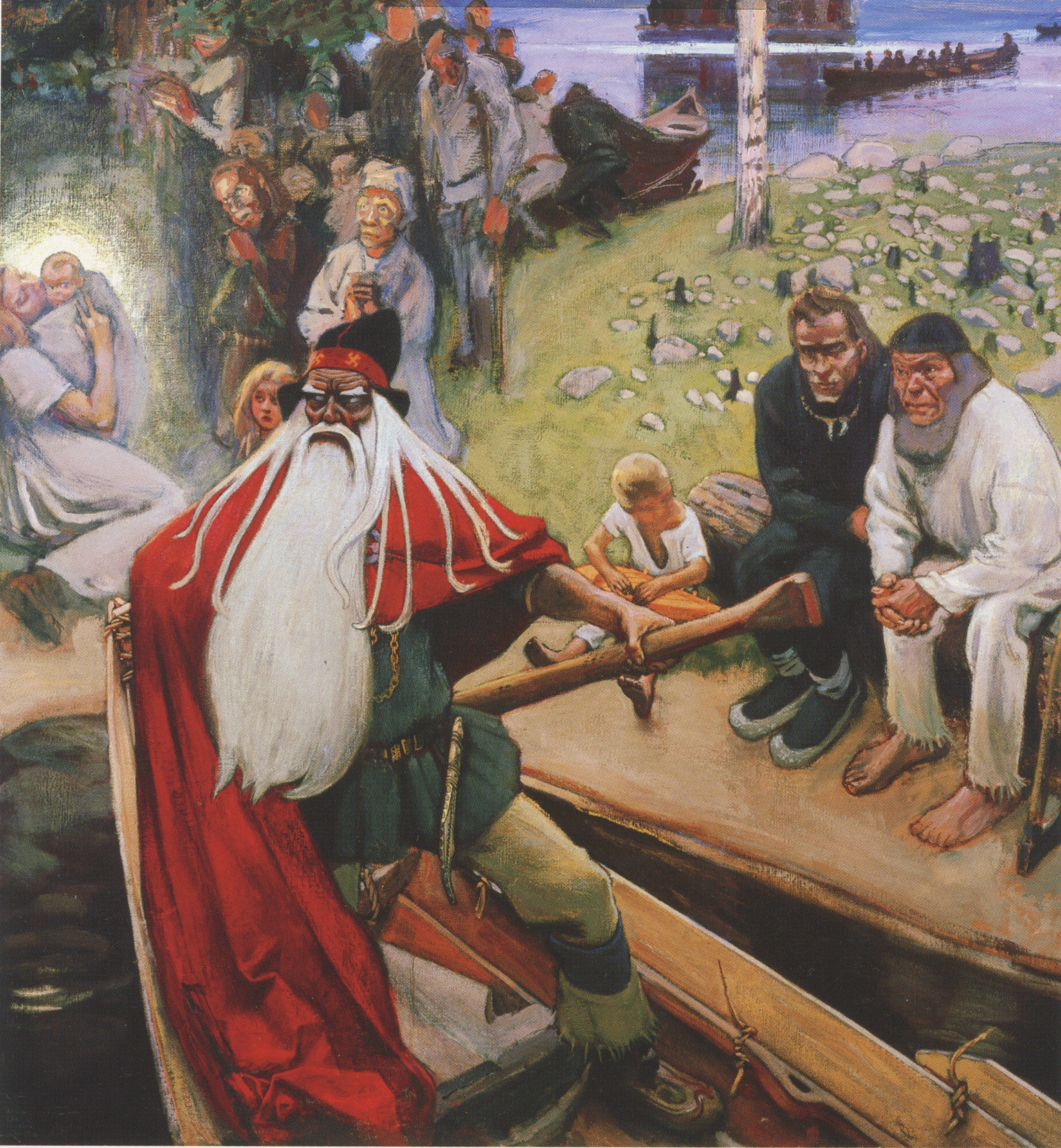
Väinämöinens avfärd.

Väinämöinens avfärd (finska: Väinämöisen lähtö) är ett finländskt konstverk som målades år 1906 av Akseli Gallen-Kallela. Motiven har hämtats från Kalevala och är baserat på Kalevalas dikt nummer 50, alltså den sista dikten.
Målningen, som ägs av stiftelsen Viipuri-säätiö och som tillhör Tavastehus konstmuseums samlingar, är 127 cm bred och 119 cm hög. 

## Tema
Det finns flera versioner av dikten som berättar om Väinämöinens avfärd. Av dessa versioner valde Elias Lönnrot en för Kalevala. 
Marjatta befruktas av ett lingon och får en pojke, som en symbol för kristendomen. I alla versioner beordrar Väinämöinen att pojken ska dödas, men han börjar tala och anklagar Väinämöinen för brott. Anklagad och förnedrad blir Väinämöinen arg, lämnar platsen, men säger att han kommer tillbaka när han saknas. I målningen syns mirakelbarnet och barnets mor Marjatta till vänster. Gallen-Kallela har målat ett ljus runt barnet för att framhäva kopplingen till berättelsen om Jesusbarnet. Väinämöisens avfärd symboliserar metaforiskt den kalevalaiska världens och den finska forntrons tillbakadragande till förmån för kristendomen.

## Historia
Ursprungligen var meningen att Väinämöinens avfärd skulle utgöra panelen på den högra sidan av Gallen-Kallelas Marjatta-triptyk, men resten av triptykens delar färdigställdes aldrig. Gallen-Kallela började planera helheten i Sääksmäki på våren 1894 och började måla tavlan efter att hans ateljé Kalela i Ruovesi blev klar på hösten 1895. Den vänstra panelen i triptyken skulle ha föreställt nakna kvinnor. Enligt en tolkning skulle kvinnorna ha representerat Tapiolas tärnor eller Saaris mör. Mittenpanelen skulle ha visat Marjatta med sina barn. Det är okänt varför triptyken aldrig färdigställdes, men skissen av panelens högra sida ledde till Gallen-Kallelas verk Väinämöinens avfärd. Målningen blev klar år 1906. Vid den tiden lade Gallen-Kallela till Marjatta med sina barn till den vänstra änden 
Gallen-Kallela använde ämnet som var kopplat till samma tema år 1900 i takfreskorna han målade för Finlands paviljong på världsutställningen i Paris. En av freskorna hade titeln Kristendomen och hedendomen.